# کمبریج (ورمانت)
کمبریج (به انگلیسی: Cambridge) یک منطقهٔ مسکونی در ایالات متحده آمریکا است که در شهرستان لامویلی، ورمانت واقع شده‌است. کمبریج ۱۶۴٫۹۵ کیلومتر مربع مساحت و ۳٬۸۳۹ نفر جمعیت دارد و ۲۳۱ متر بالاتر از سطح دریا واقع شده‌است.